# Circoscrizione Londra
La circoscrizione Londra è stata una circoscrizione elettorale per l'elezione dei membri del Parlamento europeo spettanti al Regno Unito. È stata abolita con l'uscita del Regno Unito dall'Unione europea il 31 gennaio 2020, ed al momento dello scioglimento eleggeva 8 deputati.

## Confini
I confini della circoscrizione erano i medesimi della regione della Grande Londra in Inghilterra.